# Brooksville, Kentucky
Brooksville är en ort i Bracken County i delstaten Kentucky, USA. Brooksville är administrativ huvudort (county seat) i Bracken County. År 2000 hade orten 589 invånare. Den har enligt United States Census Bureau en area på 1,5 km², allt är land.